# Fort de Santa Bárbara da Vila
Le fort de Santa Bárbara da Vila, ou plus simplement fort de Santa Bárbara, se situe sur l'île de Santa Catarina, dans la municipalité de Florianópolis, dans l'État de Santa Catarina, au Brésil.
Il est érigé sur une petite île, au niveau du détroit séparant l'île du continent, du côté de la baie Sud. Il était destiné à protéger la localité de Nossa Senhora do Desterro, aujourd'hui Florianópolis. Il fut construit vers les années 1760.